# Butsudan
Ne doit pas être confondu avec Budokan.

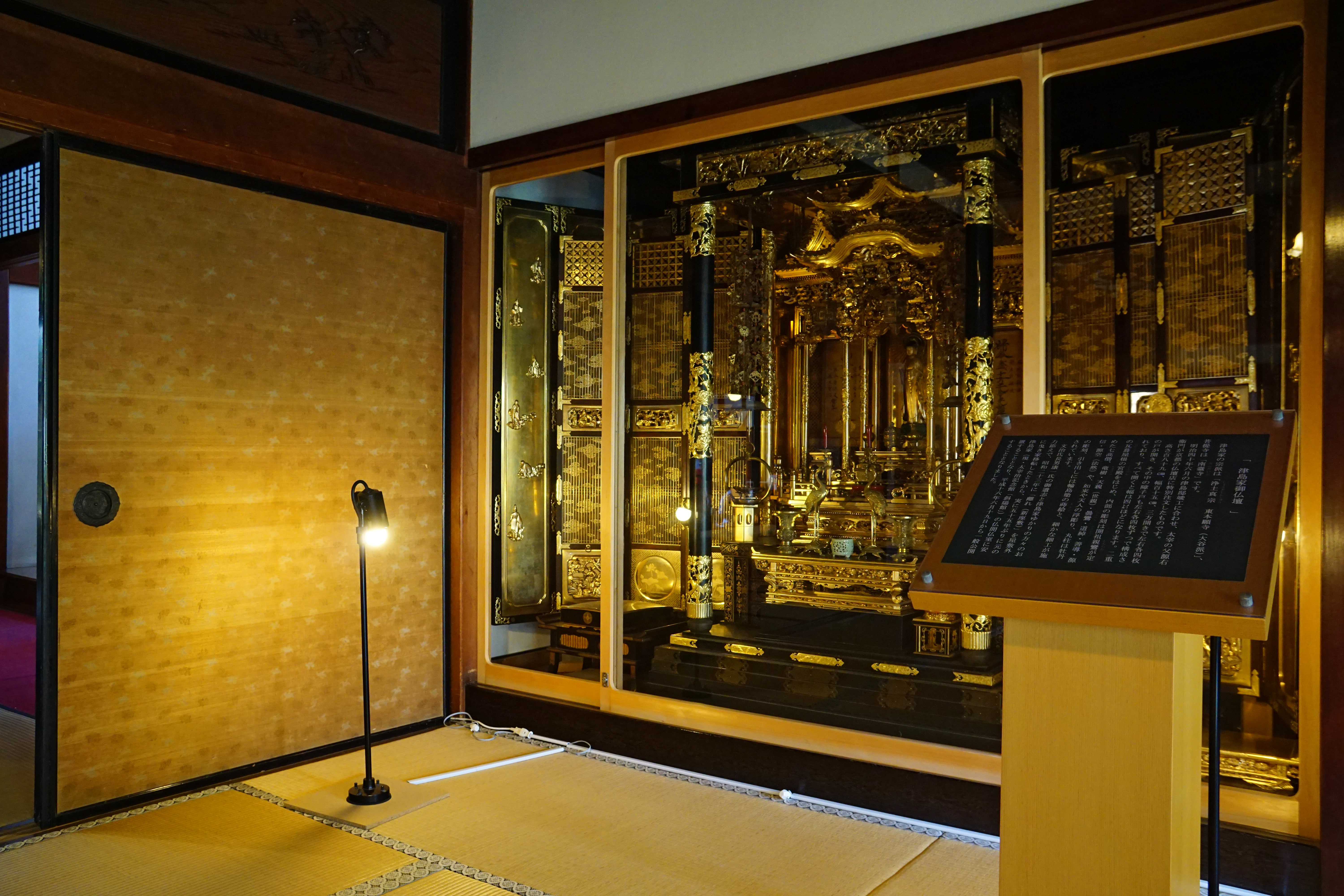
Exemple de butsudan.

Un butsudan (仏壇) est un sanctuaire religieux dans les temples et les maisons des bouddhistes japonais et autres.

## Description
C'est une armoire avec des portes en bois qui entourent et protègent une icône religieuse, le plus souvent une statue ou un mandala. Les portes sont ouvertes pour montrer l'icône de rites religieux. Un butsudan contient habituellement des articles de dévotion appelés butsugu (仏具), tels que chandeliers, brûleurs d'encens, cloches et des coupelles pour recevoir des offrandes. On y range fréquemment les tablettes ancestrales, destinées aux rites funéraires. Certaines sectes bouddhiques placent aussi un ihai, souvenir des parents défunts, à l'intérieur ou à proximité du butsudan[pas clair].
On trouve des butsudan de toutes dimensions dans les temples et les maisons. On vient prier devant matin et soir.
Traditionnellement, les butsudan sont de couleur noire et or, et sont placés dans les maisons dans une salle spéciale appelée butsuma. Ils sont cependant de plus en plus souvent placés dans la salle de séjour.

## Histoire
Butsudan est un mot japonais qui signifie « maison » (dan) de Bouddha (butsu). Le butsudan original existait bien avant le Japon lui-même. En Inde, on construisit des autels démesurément hauts comme lieux d'offrande au Bouddha. Lorsque le bouddhisme gagna la Chine et la Corée, les statues du Bouddha ont été placées sur des piédestaux ou des plates-formes. Les tempêtes ont fait tomber les statues qui se sont brisées.
Pour protéger la statue du Bouddha, les Chinois et les Coréens construisirent des murs et des portes autour d'elle. Ils pouvaient alors offrir en toute sécurité leurs prières et de l'encens à la statue sans courir le risque qu'elle subisse des dégâts.
Les Japonais se sont convertis au bouddhisme après de nombreuses années de shintoïsme. Ils ont tout de suite adopté le butsudan qui voisine depuis avec le kamidana, autel shinto (maison des kamis). Les deux religions se côtoient et se complètent selon les événements de la vie.
Pour beaucoup de nouvelles sectes en cours de création, le butsudan a été placé dans des temples et en est devenu l'élément central. Puis les gens ont commencé à avoir leur propre butsudan installé dans leur maison. Ils pouvaient ainsi rendre grâce à Bouddha, à la Loi de l'Univers, de même qu'aux défunts. 
Aujourd'hui, beaucoup de gens n'ont plus de temps et d'espace pour leur butsudan. Ils peuvent s'en défaire ou le détruire purement et simplement. Des butsudan familiaux sont jetés après des centaines d'années de transmission familiale. Pourtant, ils restent un élément central dans le bouddhisme japonais.